# Magzatelhajtás
A magzatelhajtás minden olyan terhességmegszakítás, amelyet törvény nem nyilvánít megengedhetőnek. A jogszabály engedélye kizárja a jogellenességet.

## A magzatelhajtással kapcsolatos hatályos rendelkezések
A 2012. évi C. törvény 163. §-a szerint:
- Aki más magzatát elhajtja, bűntett miatt három évig terjedő szabadságvesztéssel büntetendő.[1]
- A büntetés egy évtől öt évig terjedő szabadságvesztés, ha a magzatelhajtást
  - a) üzletszerűen,
  - b) az állapotos nő beleegyezése nélkül vagy
  - c) súlyos testi sérülést vagy életveszélyt okozva

követik el.
- A büntetés két évtől nyolc évig terjedő szabadságvesztés, ha a magzatelhajtás az állapotos nő halálát okozza.[3]
- Az a nő, aki magzatát elhajtja vagy elhajtatja, vétség miatt egy évig terjedő szabadságvesztéssel büntetendő.[4]

## Története Magyarországon
Bár már az 1843. évi törvényjavaslatban szerepel, az első kodifikációja a Csemegi-kódex (1878. évi V. tc.) volt.

### A Pallas nagy lexikonából
Magzatelhajtás néven rendszerint csak a terhesség bűnös szándékból történt megszakítását értjük. Az anya megmentése céljából az orvosok által megindított mesterséges vetélés nem tartozik ide (l. Abortusz). A magzatelhajtás megállapítása először a vádolt nő vizsgálatával, másodszor a kiürült peterészletek makroszkópikus és mikroszkópikus megvizsgálásával történik. Az anya vizsgálatából biztosan vagy csak megközelítőleg is a vetélést megállapítani igen nehéz, hacsak a vizsgálat a vetélés után 4-5 napon belül nem történik. A szándékos elvetélést vagy belső szerekkel vagy külső erőszakkal idézik elő. Magzatelhajtószerek hírében állanak és alkalmaztatnak az ún. abortivszerek (l. o.). Külső erőszakkal különféle módon lehet a terhességet megszakítani, pl. ütések, lökések a hasra, az egész test erős megrázkódtatása, a méh fenekének a hasfalon keresztül való nyomogatása, a peteburkok megrepesztése vagy a méhbe izgató anyag befecskendése, továbbá forró fürdők, forró irrigációk, a nyakcsatorna erőszakos kitágítása és egyebek segítségével. Káros következményei lehetnek az anyára a vele járó vérzés, továbbá esetleges fertőzés és az azt követő gyermekágyi láz folytán. Nem kevésbé veszélyes következmény forrása lehet az alkalmazott szer, vagyis a vele történt mérgezés és az erőszakos beavatkozás útján netalán történt sérülés. V. ö. Belky, Törvsz. orvostan (1895).

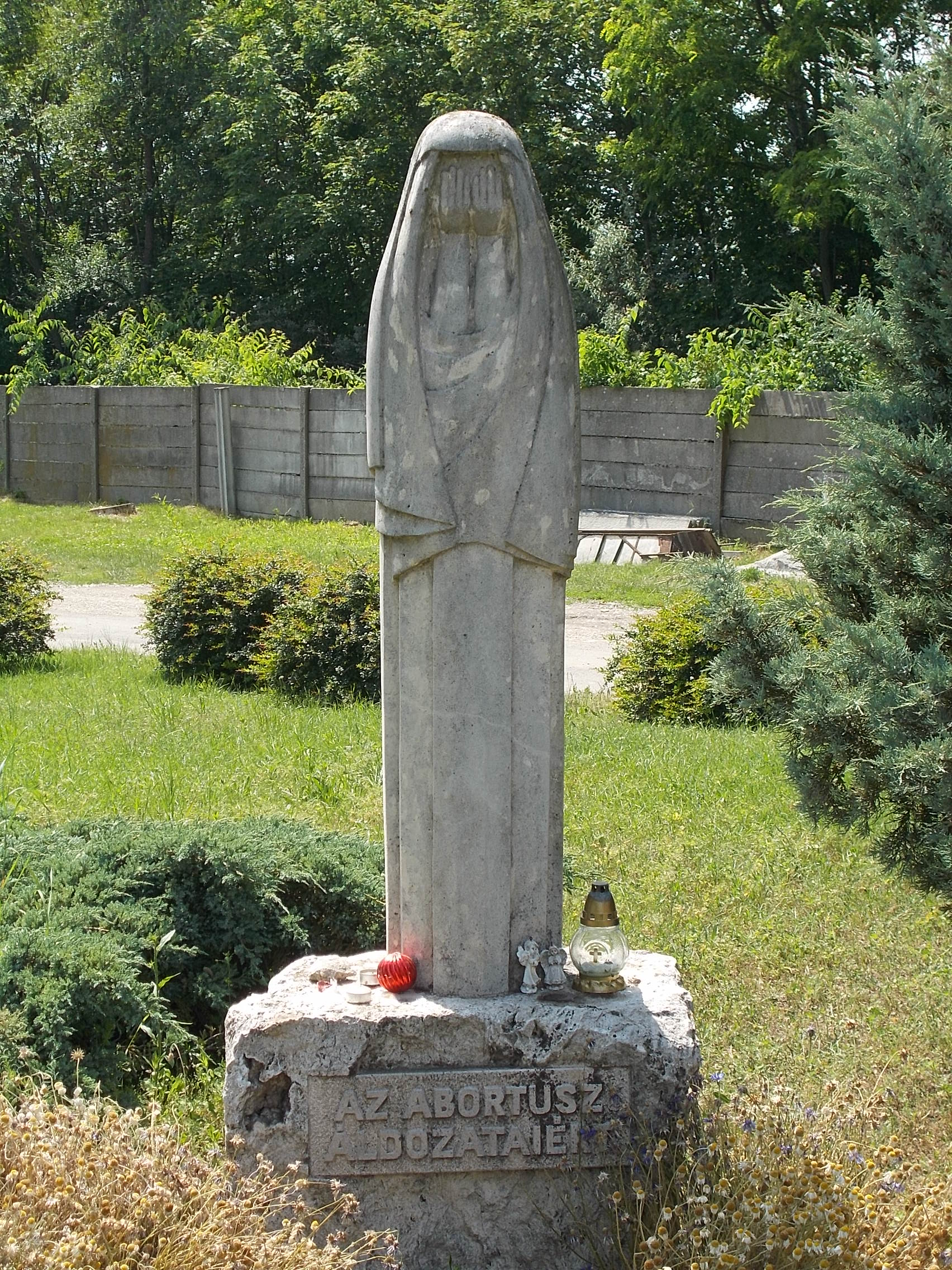
Emlékmű az abortusz áldozataiért a gyömrői temetőben

A méhmagzat az összes modern büntetőtörvényekben büntetőjogi védelemben részesül, de kevésbé, mint az ember, mert egyrészt a büntetési tételek enyhébbek; másrészt csak a méhmagzat szándékos elpusztítása esik büntetés alá. Az elvetélést eredményezett gondatlanság nem büntetendő. Azt a felfogást ellenben, amely hol a személyiség hiánya alapján, hol a túlnépesedés megakadályozása érdekében, hol – romlott erkölcsű népeknél – a nőnek az anyai kötelmek iránt való ellenszenv méltánylásával a méhmagzat elhajtásában nem lát jogtalan cselekményt, a civilizált világtársadalom feltétlenül elveti. A magyar btk. a méhmagzat elpusztítását eszközlő cselekményt illetőleg különbséget tesz a méhmagzat megölése és szorosabb értelemben vett elhajtása között. Amaz a méhmagzatnak az anyaméhben megölését tételezi fel, emez idő előtti szülésnek előidézését, amely a magzat halálát okozza. A büntetésre nézve a két eset között nincs különbség. A bűntettnek alanya lehet maga a teherben levő nő vagy egy harmadik személy. Az első esetben a nőnek büntetése 3, illetve 2 évig terjedhető börtön, aszerint, hogy házasságban vagy azon kívül esett teherbe. A harmadik személy a bűntettet a nőnek beleegyezésével vagy beleegyezése nélkül követheti el. Az első esetben a tettes büntetése a nő büntetésével egyenlő, de 5 évig terjedhető börtön a büntetés, ha a cselekményt nyereségvágyból követte el. A másik esetben a büntetés 5 évig, ha pedig a cselekmény a nőnek is halálát okozta, 10-15 évig terjedhető fegyház. A törvény nem emeli ki különösen, de önmagától értetődik, hogy ahhoz, hogy büntethető legyen, jogtalannak kell lennie. Az anya életének megmentése végett eszközölt magzatelhajtás jogos és nem büntetendő.

### Az 1961-es szabályozás
Az 1961. évi V. törvény 256. §-a az alábbi rendelkezéseket tartalmazta:
- Aki más magzatát elhajtja, három évig terjedő szabadságvesztéssel büntetendő.[6]
- A büntetés hat hónaptól öt évig terjedő szabadságvesztés, ha
  - a) az elkövető visszaeső;
  - b) a bűntettet üzletszerűen vagy
  - c) a nő beleegyezése nélkül követték el;
  - d) a bűntett súlyos testi sértést okozott.[7]
- A büntetés két évtől nyolc évig terjedő szabadságvesztés, ha a bűntett halált okozott.[8]
- Az a nő, aki magzatát elhajtja, vagy elhajtatja, hat hónapig terjedő szabadságvesztéssel büntetendő.[9]
- Nem büntethető magzatelhajtás miatt, aki a terhesség megszakítását az arra hivatott szerv által jogszabály alapján kiadott engedélynek megfelelően hajtja, illetve hajtatja végre.[10]

### A későbbi szabályozás
A magzatlehajtást a későbbi magyar Büntető Törvénykönyv a következőképpen rendelte büntetni:
- Aki más magzatát elhajtja, bűntettet követ el, és három évig terjedő szabadságvesztéssel büntetendő.[11]
- A büntetés egy évtől öt évig terjedő szabadságvesztés, ha a magzatelhajtást
  - a) üzletszerűen,
  - b) a nő beleegyezése nélkül,
  - c) súlyos testi sértést vagy életveszélyt okozva követik el.[12]
- A büntetés két évtől nyolc évig terjedő szabadságvesztés, ha a magzatelhajtás halált okoz.[13]
- Az a nő, aki magzatát elhajtja vagy elhajtatja, vétséget követ el, és egy évig terjedő szabadságvesztéssel, közérdekű munkával vagy pénzbüntetéssel büntetendő.[14]